# NGC 5488
NGC 5488 је спирална галаксија у сазвежђу Кентаур која се налази на NGC листи објеката дубоког неба.
Деклинација објекта је - 33° 18' 53" а ректасцензија 14h 8m 2,9s. Привидна величина (магнитуда) објекта NGC 5488 износи 11,9 а фотографска магнитуда 12,7. NGC 5488 је још познат и под ознакама IC 4375, ESO 384-58, MCG -5-33-48, AM 1405-330, IRAS 14051-3305, PGC 50423.